# Abdallah Said
Abdallah Said (Ismaília, 13 de julho de 1985), é um futebolista Egípcio que atua como meio-campo. Atualmente, joga pelo Zamalek.

## Carreira
Abdallah Said representou o elenco da Seleção Egípcia de Futebol no Campeonato Africano das Nações de 2017.

## Títulos
Al-Ahly
- Campeonato Egípcio: 2013–14, 2015–16, 2016–17, 2017–18
- Copa do Egito de Futebol: 2016–17
- Supercopa do Egito: 2011, 2015, 2017
- Liga dos Campeões da CAF: 2012, 2013
- Copa das Confederações da CAF: 2014
- Supercopa da CAF: 2013, 2014

Zamalek
- Supercopa da CAF: 2024

### Artilharias
- Campeonato Egípcio de Futebol de 2019–20: (17 gols)